# William Ridsdel
William Ridsdel, född 30 september 1845, död 1931 i Clapton, kommendör i Frälsningsarmén och territoriell ledare i Sverige 1892–1896.
Ridsdel blev 1873 evangelist i Kristna Missionen och kom då från York, England. När organisationen senare bytte namn till Frälsningsarmén blev han fältofficer och divisionsofficer i England samt sekreterare för arbetet i Skottland. Han var även ledare för Frälsningsarmén i Sydafrika, Norge och Holland.
Gift 1878 med kapten Annie Davies (död 1890). Omgift 1895 med fru stabskapten Isabella Mobley, f. Selby (född 11 mars 1859, död 1952).